# Aristidis Grigoriadis
Aristidis Grigoriadis –en griego, Αριστίδης Γρηγοριάδης– (Salónica, 6 de diciembre de 1985) es un deportista griego que compitió en natación, especialista en el estilo espalda.
Ganó una medalla de oro en el Campeonato Mundial de Natación de 2005 y cinco medallas en el Campeonato Europeo de Natación entre los años 2006 y 2012.

## Palmarés internacional
| Campeonato Mundial | Campeonato Mundial       | Campeonato Mundial | Campeonato Mundial |
| Año                | Lugar                    | Medalla            | Prueba             |
| ------------------ | ------------------------ | ------------------ | ------------------ |
| 2005               | Montreal (Canadá)        | Medalla de oro     | 50 m espalda       |
| Campeonato Europeo |                          |                    |                    |
| Año                | Lugar                    | Medalla            | Prueba             |
| 2006               | Budapest (Hungría)       | Medalla de plata   | 50 m espalda       |
| 2006               | Budapest (Hungría)       | Medalla de bronce  | 100 m espalda      |
| 2008               | Eindhoven (Países Bajos) | Medalla de oro     | 50 m espalda       |
| 2008               | Eindhoven (Países Bajos) | Medalla de plata   | 100 m espalda      |
| 2012               | Debrecen (Hungría)       | Medalla de oro     | 100 m espalda      |